# Доходный дом С. Ф. Френкеля (улица Кропоткина)
Доходный дом С. Ф. Френкеля — памятник архитектуры. Расположен в Петроградском районе Санкт-Петербурга, современный адрес дома — улица Кропоткина, 19, Саблинская улица, 8.
Здание построено в 1911—1912 годах В. В. Шаубом. Оно асимметрично, его высота нарастает от пятиэтажных с мансардами, стоящих чуть в глубине улицы боковых крыльев к семиэтажной угловой башне. Переход высоты оформлен гранёными эркерами разной величины, у одного из которых сделана лоджия с балконом и колонками, аттик башни криволинейный. Композиция частично обусловлена нормативными требованиями, согласно которым высота зданий не должна была превышать ширину улиц, узких в данном районе.
Со стороны двора у здания выступают крупные объёмы лестниц с широкими окнами, цилиндрический и прямоугольный.